# USS Olympia (SSN-717)
Pour les autres navires du même nom, voir USS Olympia.
Le USS Olympia (SSN-717) est un sous-marin nucléaire d'attaque américain de classe Los Angeles nommé d'après Olympia dans l'État de Washington. Construit au chantier naval Northrop Grumman de Newport News, il a été commissionné le 17 novembre 1984 et est toujours actuellement en service dans l’United States Navy.